# New Universities

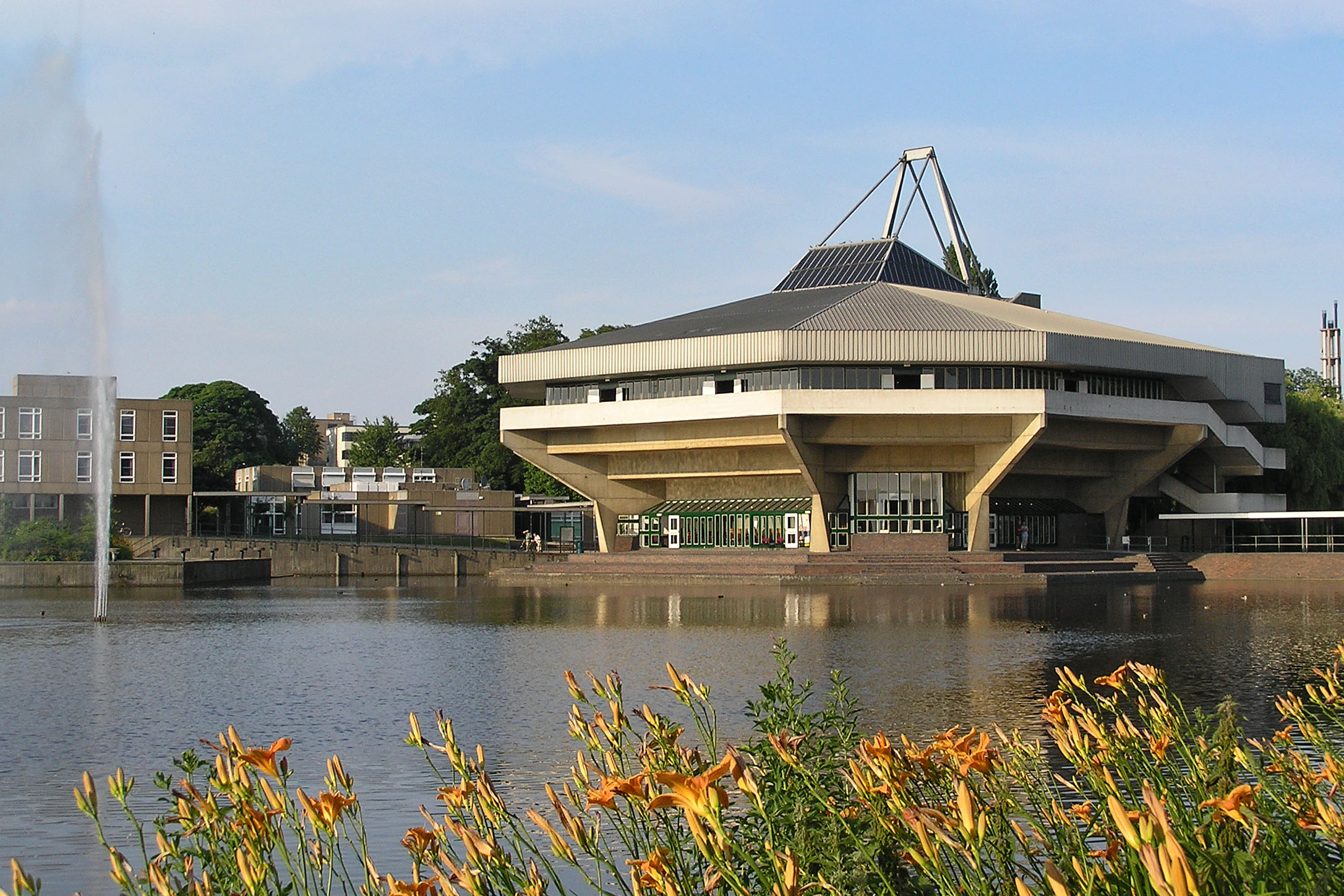
Université de York, l'une des premières plate-glass universities.

Au Royaume-Uni, le terme de nouvelles universités (en anglais : New universities) fait référence à deux générations d'universités, fondées soit dans les années 1960, soit après 1992.
La première génération d'université regroupe les nouveaux établissements créés dans les années 1960 à la suite du Rapport Robins sur l'éducation supérieure. Ces universités sont souvent appelées plate glass universities (littéralement « université à verre poli ») en référence à leur architecture relativement moderne utilisant souvent du verre, de l'acier et du béton. 
Ce terme désigne également les instituts polytechniques ou les établissements d'enseignement supérieur qui se sont vu décerner le statut d'université par le gouvernement de John Major en 1992. Les collèges universitaires qui se sont vu attribuer ce statut après 1992 portent également le surnom d'« université moderne » (modern universities) ou bien encore post-1992 universities.

## Universités fondées dans les années 1960
- Université Aston
- Université Brunel
- Université de Bath
- Université de Bradford
- City University
- Université d'East Anglia
- Université d'Essex
- Université Heriot-Watt
- Université du Kent
- Université de Keele
- Université de Lancaster
- Université de Loughborough
- Université de Salford
- Université de Stirling
- Université de Strathclyde
- Université de Surrey
- Université de Sussex
- Université de Warwick
- Université de l'Ouest de l'Angleterre
- Université d'Ulster
- Université d'York

## Universités fondées depuis 1992
- Université d'Abertay Dundee
- Anglia Ruskin University
- Université de Brighton
- Université de Bournemouth
- Université du Centre de l'Angleterre
- Université du Centre du Lancashire
- Université de Coventry
- Université De Montfort (De Montfort University Leicester)
- Université de Derby
- Université de l'Est de Londres (Université of East London)
- Université de Glamorgan
- Université calédonienne de Glasgow
- Université du Gloucestershire
- Université de Greenwich
- Université du Hertfordshire
- Université de Huddersfield
- Université de Humberside - aujourd'hui Université de Lincoln
- Université de Kingston
- Université métropolitaine de Leeds
- Université Hope de Liverpool
- Université John Moores de Liverpool
- London Guildhall University - now part of London Metropolitan University
- London South Bank University
- Université de Luton
- Université métropolitaine de Manchester
- Université du Middlesex
- Université Napier
- Université du Nord de Londres - aujourd'hui membre de l'université métropolitaine de Londres
- Université de Northumbria
- Université de Northampton
- Nottingham Trent University
- Oxford Brookes University
- Université de Paisley
- Université de Plymouth
- Université de Portsmouth
- University Robert Gordon
- Université de Roehampton
- Université de Sheffield
- Université du Staffordshire
- Université de Sunderland
- Université de Teesside
- UCE Birmingham
- Université de la Vallée de la Tamise
- Université de Westminster
- Université de Wolverhampton

Ces universités sont autorisées à décerner des diplômes universitaires depuis que le Further and Higher Education Act de 1992 est entré en vigueur. 